# ブランボヌール
ブランボヌール（仏: Blanc Bonheur）は、日本の競走馬、繁殖牝馬。主な勝ち鞍は2015年の函館2歳ステークス(GIII)、2016年のキーンランドカップ(GIII)。馬名の意味はフランス語で「白い幸福」。

## 戦績
2013年4月9日に北海道新冠町のノースヒルズで誕生。鳥取県・大山ヒルズでの育成時代から母譲りのスピードと仕上がりの早さを感じさせており、早期デビューに向けて調整が進められた。
栗東・中竹和也厩舎に入厩。2015年6月27日の函館芝1200mの新馬戦で岩田康誠とのコンビでデビュー勝ちを収める。新馬戦後に走りが良化し、調教で古馬を煽る動きを見せた。函館2歳ステークスでは1番人気に推され、2着に3馬身半差をつける圧勝で世代最初の中央重賞勝ち馬となった。この勝利で父ディープインパクトはグレード制導入後8頭目となるJRA全10競馬場重賞制覇を達成した。
3ヶ月半の休養を挟んで出走したファンタジーステークスでは頭＋クビ差の3着と惜敗する。叩き2戦目で初のマイル戦となった阪神ジュベナイルフィリーズでもメジャーエンブレムの3着に入り、世代上位の実力を示した。
2016年の春シーズンは馬体減に悩まされ、結果を残すことができなかった。NHKマイルカップ6着後、大山ヒルズでリフレッシュに成功。キーンランドカップはプラス20kgと馬体を回復させ、逃げ込みを図るシュウジをゴール前で交わして重賞2勝目を挙げた。
その後は目立った成績を残すことなく、2017年8月のキーンランドカップ11着を最後に現役を引退した。

## 引退後
引退後は同じくノースヒルズ所有馬のフィドゥーシアと共に、繁殖牝馬としてアメリカ合衆国に渡った。初年度はキトゥンズジョイと交配された。

### 繁殖成績
|       | 馬名             | 生年   | 性 | 毛色 | 父                 | 馬主               | 厩舎           | 戦績            | 出典   |
| ----- | ---------------- | ------ | -- | ---- | ------------------ | ------------------ | -------------- | --------------- | ------ |
| 初仔  | アヘッド         | 2020年 | 牝 | 芦毛 | Frankel            | 前田葉子           | 栗東・中竹和也 | 15戦1勝（引退） | [ 8 ]  |
| 2番仔 | バラン           | 2021年 | 牝 | 鹿毛 | Frankel            | 前田葉子           | 栗東・中竹和也 | 9戦0勝（引退）  | [ 9 ]  |
| 3番仔 | クワイエットアイ | 2023年 | 牡 | 栗毛 | St Mark's Basilica | （株）ノースヒルズ | 栗東・中竹和也 | （デビュー前）  | [ 10 ] |

- 2025年4月11日現在。

## 競走成績
以下の内容はnetkeiba.comの情報に基づく。
| 競走日     | 競馬場 | 競走名          | 格   | 距離（馬場）  | 頭 数 | 枠 番 | 馬 番 | オッズ （人気） | 着順 | タイム （上がり3F） | 着差 | 騎手      | 斤量 [kg] | 1着馬（2着馬）         | 馬体重 [kg] |
| ---------- | ------ | --------------- | ---- | ------------- | ----- | ----- | ----- | --------------- | ---- | ------------------- | ---- | --------- | --------- | ---------------------- | ----------- |
| 2015.06.27 | 函館   | 2歳新馬         |      | 芝1200m（稍） | 10    | 4     | 4     | 003.40（2人）   | 01着 | R1:10.5（35.7）     | -0.0 | 0岩田康誠 | 54        | （メジェルダ）         | 436         |
| 0000.07.26 | 函館   | 函館2歳S        | GIII | 芝1200m（稍） | 16    | 5     | 9     | 003.20（1人）   | 01着 | R1:10.6（35.7）     | -0.6 | 0岩田康誠 | 54        | （メジャータイフーン） | 432         |
| 0000.11.07 | 京都   | ファンタジーS   | GIII | 芝1400m（良） | 12    | 5     | 6     | 002.80（1人）   | 03着 | R1:21.9（33.8）     | -0.0 | 0岩田康誠 | 54        | キャンディバローズ     | 442         |
| 0000.12.13 | 阪神   | 阪神JF          | GI   | 芝1600m（良） | 18    | 6     | 11    | 007.80（3人）   | 03着 | R1:35.0（35.5）     | -0.5 | 0岩田康誠 | 54        | メジャーエンブレム     | 432         |
| 2016.03.05 | 阪神   | チューリップ賞  | GIII | 芝1600m（良） | 16    | 5     | 10    | 012.60（5人）   | 14着 | R1.33.8（34.4）     | -1.0 | 0岩田康誠 | 54        | シンハライト           | 430         |
| 0000.04.10 | 阪神   | 桜花賞          | GI   | 芝1600m（良） | 18    | 1     | 2     | 129.6（10人）   | 08着 | R1:34.3（34.4）     | -0.9 | 0三浦皇成 | 55        | ジュエラー             | 422         |
| 0000.05.08 | 東京   | NHKマイルC      | GI   | 芝1600m（良） | 18    | 8     | 17    | 133.0（15人）   | 06着 | R1:33.1（35.1）     | -0.3 | 0三浦皇成 | 55        | メジャーエンブレム     | 418         |
| 0000.08.28 | 札幌   | キーンランドC   | GIII | 芝1200m（良） | 14    | 8     | 14    | 005.60（2人）   | 01着 | R1:08.5（34.0）     | -0.1 | 0戸崎圭太 | 51        | （シュウジ）           | 438         |
| 0000.10.02 | 中山   | スプリンターズS | GI   | 芝1200m（良） | 16    | 1     | 2     | 014.00（6人）   | 11着 | R1:07.9（33.9）     | -0.3 | 0武豊     | 53        | レッドファルクス       | 446         |
| 2017.01.29 | 京都   | シルクロードS   | GIII | 芝1200m（良） | 13    | 8     | 12    | 007.90（5人）   | 13着 | R1:09.7（35.3）     | -1.9 | 0和田竜二 | 54        | ダンスディレクター     | 446         |
| 0000.06.18 | 函館   | 函館スプリントS | GIII | 芝1200m（良） | 13    | 8     | 13    | 011.50（5人）   | 09着 | R1:07.5（34.8）     | -0.7 | 0岩田康誠 | 54        | ジューヌエコール       | 440         |
| 0000.08.27 | 札幌   | キーンランドC   | GIII | 芝1200m（良） | 13    | 1     | 1     | 012.70（7人）   | 11着 | R1:10.5（36.1）     | -1.5 | 0三浦皇成 | 55        | エポワス               | 448         |

## 血統表
| ブランボヌールの血統            | ブランボヌールの血統                                   | ブランボヌールの血統       | （血統表の出典）           | （血統表の出典）  |
| 父系                            | サンデーサイレンス系                                   | サンデーサイレンス系       | サンデーサイレンス系       | [ § 2 ]           |
| 父 ディープインパクト 2002 鹿毛 | 父の父*サンデーサイレンス Sunday Silence 1986 青鹿毛   | Halo                       | Hail to Reason             | Hail to Reason    |
| 父 ディープインパクト 2002 鹿毛 | 父の父*サンデーサイレンス Sunday Silence 1986 青鹿毛   | Halo                       | Cosmah                     |                   |
| 父 ディープインパクト 2002 鹿毛 | 父の父*サンデーサイレンス Sunday Silence 1986 青鹿毛   | Wishing Well               | Understanding              | Understanding     |
| 父 ディープインパクト 2002 鹿毛 | 父の父*サンデーサイレンス Sunday Silence 1986 青鹿毛   | Wishing Well               | Mountain Flower            |                   |
| 父 ディープインパクト 2002 鹿毛 | 父の母*ウインドインハーヘア Wind in Her Hair 1991 鹿毛 | Alzao                      | Lyphard                    | Lyphard           |
| 父 ディープインパクト 2002 鹿毛 | 父の母*ウインドインハーヘア Wind in Her Hair 1991 鹿毛 | Alzao                      | Lady Rebecca               |                   |
| 父 ディープインパクト 2002 鹿毛 | 父の母*ウインドインハーヘア Wind in Her Hair 1991 鹿毛 | Burghclere                 | Busted                     | Busted            |
| 父 ディープインパクト 2002 鹿毛 | 父の母*ウインドインハーヘア Wind in Her Hair 1991 鹿毛 | Burghclere                 | Highclere                  |                   |
| 母 ルシュクル 2006 芦毛         | 母の父サクラバクシンオー 1989 鹿毛                     | サクラユタカオー           | *テスコボーイ              | *テスコボーイ     |
| 母 ルシュクル 2006 芦毛         | 母の父サクラバクシンオー 1989 鹿毛                     | サクラユタカオー           | アンジエリカ               |                   |
| 母 ルシュクル 2006 芦毛         | 母の父サクラバクシンオー 1989 鹿毛                     | サクラハゴロモ             | *ノーザンテースト          | *ノーザンテースト |
| 母 ルシュクル 2006 芦毛         | 母の父サクラバクシンオー 1989 鹿毛                     | サクラハゴロモ             | *クリアアンバー            |                   |
| 母 ルシュクル 2006 芦毛         | 母の母*アジアンミーティア Asian Meteor 芦毛 2000       | Unbridled                  | Fappiano                   | Fappiano          |
| 母 ルシュクル 2006 芦毛         | 母の母*アジアンミーティア Asian Meteor 芦毛 2000       | Unbridled                  | Gana Facil                 |                   |
| 母 ルシュクル 2006 芦毛         | 母の母*アジアンミーティア Asian Meteor 芦毛 2000       | Trolley Song               | Caro                       | Caro              |
| 母 ルシュクル 2006 芦毛         | 母の母*アジアンミーティア Asian Meteor 芦毛 2000       | Trolley Song               | Lucky Spell                |                   |
| 母系(F-No.)                     | (FN:4-m)                                               | (FN:4-m)                   | (FN:4-m)                   | [ § 3 ]           |
| 5代内の近親交配                 | Northern Dancer 5×5＝6.25%                             | Northern Dancer 5×5＝6.25% | Northern Dancer 5×5＝6.25% | [ § 4 ]           |
| 出典                            | 1. 2. 3. 4.                                            | 1. 2. 3. 4.                | 1. 2. 3. 4.                | 1. 2. 3. 4.       |

- 母ルシュクルは2008年のすずらん賞(OP)の勝ち馬。その半弟に2015年の新潟大賞典を勝ったダコール（父ディープインパクト）がいる[14]。
- 半弟に2019年函館2歳ステークス、2020年葵ステークス、2021年函館スプリントステークスを制したビアンフェ（父キズナ）がいる[14]。
- そのほかの近親にシアトルソング（サラマンドル賞、ワシントンDC国際）、アンブライドルズソング（BCジュヴェナイル、フロリダダービー）、オオバンブルマイ（ゴールデンイーグルほか）、サイタスリーレッド（テレ玉杯オーバルスプリント）